# Krater Kałuski
Krater Kałuski (ros. Калужский кратер) – krater uderzeniowy położony w obwodzie kałuskim w europejskiej części Rosji. Znajduje się w skałach osadowych pod miastem Kaługa.
Krater ma 15 km średnicy i powstał około 380 milionów lat temu, w późnym dewonie, w skałach tworzących ówcześnie dno płytkiego morza. Obecnie nie jest widoczny na powierzchni.